# Ken Armstrong
Kenneth Armstrong (3. juni 1924 – 13. juni 1984) var en fodboldspiller, der både repræsenterde England og New Zealand på nationalt niveau.
Armstrong spillede i sin aktive karriere for klubber som Chelsea, Eastern Suburbs og North Shore United. Han spillede desuden en kamp for det engelske landshold, og to for New Zealand. Han var en del af Englands trup til VM i fodbold 1954, dog var han af blandt fem spillere, der ikke rejste til Schweiz, grundet reservestatus for resten af truppen.